# Gatoch Panom
Gatoch Panom (Gambela, 12 giugno 1994) è un calciatore etiope, centrocampista del Fasil Kenema.

## Carriera

### Club
Gioca nella massima serie etiope dal 2011. Il 21 giugno 2017 firma un contratto triennale con l'Anzhi Makhachkala, club della prima divisione russa. Gioca in seguito anche nella prima divisione egiziana, prima con l'El-Gouna (31 presenze ed una rete) e successivamente con l'Haras El-Hodood (2 presenze).

### Nazionale
Ha esordito in nazionale nel 2012; è stato convocato per la Coppa delle nazioni africane 2021.

## Statistiche

### Cronologia presenze e reti in nazionale
Aggiornato al 16 giugno 2023

| Cronologia completa delle presenze e delle reti in nazionale ― Etiopia | Cronologia completa delle presenze e delle reti in nazionale ― Etiopia | Cronologia completa delle presenze e delle reti in nazionale ― Etiopia | Cronologia completa delle presenze e delle reti in nazionale ― Etiopia | Cronologia completa delle presenze e delle reti in nazionale ― Etiopia | Cronologia completa delle presenze e delle reti in nazionale ― Etiopia | Cronologia completa delle presenze e delle reti in nazionale ― Etiopia | Cronologia completa delle presenze e delle reti in nazionale ― Etiopia |
| Data                                                                   | Città                                                                  | In casa                                                                | Risultato                                                              | Ospiti                                                                 | Competizione                                                           | Reti                                                                   | Note                                                                   |
| ---------------------------------------------------------------------- | ---------------------------------------------------------------------- | ---------------------------------------------------------------------- | ---------------------------------------------------------------------- | ---------------------------------------------------------------------- | ---------------------------------------------------------------------- | ---------------------------------------------------------------------- | ---------------------------------------------------------------------- |
| 14-6-2015                                                              | Bahar Dar                                                              | Etiopia                                                                | 2 – 1                                                                  | Lesotho                                                                | Qual. Coppa d'Africa 2017                                              | 1                                                                      |                                                                        |
| 28-8-2015                                                              | Kigali                                                                 | Ruanda                                                                 | 3 – 1                                                                  | Etiopia                                                                | Amichevole                                                             | -                                                                      |                                                                        |
| 5-9-2015                                                               | Victoria                                                               | Seychelles                                                             | 1 – 1                                                                  | Etiopia                                                                | Qual. Coppa d'Africa 2017                                              | -                                                                      | 69’                                                                    |
| 30-9-2015                                                              | Francistown                                                            | Botswana                                                               | 2 – 3                                                                  | Etiopia                                                                | Qual. Coppa d'Africa 2017                                              | -                                                                      |                                                                        |
| 8-10-2015                                                              | São Tomé                                                               | São Tomé e Príncipe                                                    | 1 – 0                                                                  | Etiopia                                                                | Qual. Mondiali 2018                                                    | -                                                                      |                                                                        |
| 11-10-2015                                                             | Addis Abeba                                                            | Etiopia                                                                | 3 – 0                                                                  | São Tomé e Príncipe                                                    | Qual. Mondiali 2018                                                    | 1                                                                      |                                                                        |
| 14-11-2015                                                             | Addis Abeba                                                            | Etiopia                                                                | 3 – 4                                                                  | Rep. del Congo                                                         | Qual. Mondiali 2018                                                    | -                                                                      | 72’                                                                    |
| 17-11-2015                                                             | Brazzaville                                                            | Rep. del Congo                                                         | 2 – 1                                                                  | Etiopia                                                                | Qual. Mondiali 2018                                                    | -                                                                      |                                                                        |
| 9-1-2016                                                               | Addis Abeba                                                            | Etiopia                                                                | 1 – 1                                                                  | Niger                                                                  | Amichevole                                                             | 1                                                                      |                                                                        |
| 17-1-2016                                                              | Butare                                                                 | RD del Congo                                                           | 3 – 0                                                                  | Etiopia                                                                | Campionato delle nazioni africane 2016                                 | -                                                                      | 77’                                                                    |
| 21-1-2016                                                              | Butare                                                                 | Camerun                                                                | 0 – 0                                                                  | Etiopia                                                                | Campionato delle nazioni africane 2016                                 | -                                                                      |                                                                        |
| 25-3-2016                                                              | Blida                                                                  | Algeria                                                                | 7 – 1                                                                  | Etiopia                                                                | Qual. Coppa d'Africa 2017                                              | -                                                                      |                                                                        |
| 29-3-2016                                                              | Addis Abeba                                                            | Etiopia                                                                | 3 – 3                                                                  | Algeria                                                                | Qual. Coppa d'Africa 2017                                              | -                                                                      |                                                                        |
| 5-6-2016                                                               | Maseru                                                                 | Lesotho                                                                | 1 – 2                                                                  | Etiopia                                                                | Qual. Coppa d'Africa 2017                                              | -                                                                      |                                                                        |
| 3-9-2016                                                               | Hawassa                                                                | Etiopia                                                                | 2 – 1                                                                  | Seychelles                                                             | Qual. Coppa d'Africa 2017                                              | -                                                                      |                                                                        |
| 11-6-2017                                                              | Kumasi                                                                 | Ghana                                                                  | 5 – 0                                                                  | Etiopia                                                                | Qual. Coppa d'Africa 2019                                              | -                                                                      | 31’                                                                    |
| 9-9-2018                                                               | Auasa                                                                  | Etiopia                                                                | 1 – 0                                                                  | Sierra Leone                                                           | Qual. Coppa d'Africa 2019                                              | -                                                                      | 90’                                                                    |
| 10-10-2018                                                             | Bahar Dar                                                              | Etiopia                                                                | 0 – 0                                                                  | Kenya                                                                  | Qual. Coppa d'Africa 2019                                              | -                                                                      |                                                                        |
| 14-10-2018                                                             | Kasarani                                                               | Kenya                                                                  | 3 – 0                                                                  | Etiopia                                                                | Qual. Coppa d'Africa 2019                                              | -                                                                      |                                                                        |
| 18-11-2018                                                             | Addis Abeba                                                            | Etiopia                                                                | 0 – 2                                                                  | Ghana                                                                  | Qual. Coppa d'Africa 2019                                              | -                                                                      |                                                                        |
| 4-9-2019                                                               | Bahar Dar                                                              | Etiopia                                                                | 0 – 0                                                                  | Lesotho                                                                | Qual. Mondiali 2022                                                    | -                                                                      |                                                                        |
| 8-9-2019                                                               | Maseru                                                                 | Lesotho                                                                | 1 – 1                                                                  | Etiopia                                                                | Qual. Mondiali 2022                                                    | -                                                                      |                                                                        |
| 16-11-2019                                                             | Antananarivo                                                           | Madagascar                                                             | 1 – 0                                                                  | Etiopia                                                                | Qual. Coppa d'Africa 2021                                              | -                                                                      | 62’                                                                    |
| 29-8-2021                                                              | Bahar Dar                                                              | Etiopia                                                                | 2 – 1                                                                  | Uganda                                                                 | Amichevole                                                             | -                                                                      |                                                                        |
| 3-9-2021                                                               | Cape Coast                                                             | Ghana                                                                  | 1 – 0                                                                  | Etiopia                                                                | Qual. Mondiali 2022                                                    | -                                                                      | 85’                                                                    |
| 12-10-2021                                                             | Johannesburg                                                           | Sudafrica                                                              | 1 – 0                                                                  | Etiopia                                                                | Qual. Mondiali 2022                                                    | -                                                                      | 78’                                                                    |
| 28-5-2022                                                              | Bahar Dar                                                              | Etiopia                                                                | 1 – 1                                                                  | Lesotho                                                                | Amichevole                                                             | -                                                                      | 77’                                                                    |
| 30-5-2022                                                              | Bahar Dar                                                              | Etiopia                                                                | 1 – 1                                                                  | Lesotho                                                                | Amichevole                                                             | -                                                                      | 69’                                                                    |
| 5-6-2022                                                               | Lilongwe                                                               | Malawi                                                                 | 2 – 1                                                                  | Etiopia                                                                | Qual. Coppa d'Africa 2023                                              | -                                                                      | 45’                                                                    |
| 9-6-2022                                                               | Lilongwe                                                               | Etiopia                                                                | 2 – 0                                                                  | Egitto                                                                 | Qual. Coppa d'Africa 2023                                              | -                                                                      | 24’                                                                    |
| 26-9-2022                                                              | Bahar Dar                                                              | Etiopia                                                                | 2 – 2                                                                  | Sudan                                                                  | Amichevole                                                             | -                                                                      |                                                                        |
| 14-1-2023                                                              | Baraki                                                                 | Etiopia                                                                | 0 – 0                                                                  | Mozambico                                                              | Campionato delle nazioni africane 2022                                 | -                                                                      |                                                                        |
| 17-1-2023                                                              | Baraki                                                                 | Algeria                                                                | 1 – 0                                                                  | Etiopia                                                                | Campionato delle nazioni africane 2022                                 | -                                                                      | 75’                                                                    |
| 21-1-2023                                                              | Annaba                                                                 | Libia                                                                  | 3 – 1                                                                  | Etiopia                                                                | Campionato delle nazioni africane 2022                                 | 1                                                                      | 59’                                                                    |
| 19-3-2023                                                              | Bahar Dar                                                              | Etiopia                                                                | 1 – 0                                                                  | Ruanda                                                                 | Amichevole                                                             | -                                                                      |                                                                        |
| 24-3-2023                                                              | Casablanca                                                             | Guinea                                                                 | 2 – 0                                                                  | Etiopia                                                                | Qual. Coppa d'Africa 2023                                              | -                                                                      | 45’                                                                    |
| 3-8-2023                                                               | Leesburg                                                               | Etiopia                                                                | 2 – 0                                                                  | Guyana                                                                 | Amichevole                                                             | -                                                                      |                                                                        |
| 8-9-2023                                                               | Il Cairo                                                               | Egitto                                                                 | 1 – 0                                                                  | Etiopia                                                                | Qual. Coppa d'Africa 2023                                              | -                                                                      | 95’                                                                    |
| Totale                                                                 |                                                                        | Presenze                                                               | 38                                                                     |                                                                        | Reti                                                                   | 4                                                                      |                                                                        |

## Palmarès

### Club

#### Competizioni nazionali
- Campionato etiope: 3

Ethiopian Coffee: 2011
Saint-George: 2021-2022, 2022-2023